# Espai sociocultural al passeig Marítim de Sitges
L'Espai sociocultural al passeig Marítim de Sitges és un conjunt de Sitges (Garraf) protegit com a Bé Cultural d'Interès Local.

## Descripció
El conjunt protegit inclou el Passeig Marítim, la Platja de la Bassa Rodona i la prolongació de l'eix dels dos espigons que defineixen aquesta platja i el vial rodat del Passeig Marítim.
L'espai incorpora de l'est a l'oest els següents elements: Zona enjardinada amb jocs infantils, Restaurant Picnic, Club de Mar, Piscina Maria Teresa (1932), Restaurant Kansas també anomenat antic Casino Platja d'Or (1932) i Club Natació Sitges.